# François-Xavier Vives
Pour les articles homonymes, voir Vivès (homonymie).
François-Xavier Vives est un réalisateur français.

## Biographie
Ancien élève de l'École nationale supérieure Louis-Lumière (promotion « Cinéma », 1991), François-Xavier Vives réalise des documentaires avant de tourner son premier long métrage de fiction Landes, sorti en 2013.

## Filmographie

### Courts métrages
- 1995 : 1860 sur l'extrême horizon
- 2000 : Les Chemins du Mont-Perdu
- 2004 : Noli me tangere
- 2010 : L'If, aux frontières de la vie (coréalisateur : Jean-Luc Bouvret)
- 2010 : L'Ortie, vers un jardin sauvage
- 2013 : Bagarre au barrage (coréalisateurs : Jean-Luc Bouvret et Maud Campocasso)
- 2015 : Un monde en plis (coréalisateur : Antoine Bamas)

### Longs métrages
- 1998 : Ciudad Flamenca, une ville à l'heure gitane
- 2013 : Landes
- 2017 : La Bataille du Côa (coréalisateur : Jean-Luc Bouvret)
- 2018 : Voyages sur les flots célestes (coréalisatrice : Hélène Courtois)
- 2021 : Ariane, une épopée spatiale (téléfilm)
- 2023 : De l'autre côté de la Lune (téléfilm)[4]